# 江苏紫金农村商业银行
紫金农村商业银行（全称江苏紫金农村商业银行股份有限公司上交所：601860，简称：紫金银行）是江苏省南京市辖区内三家农村商业银行之一，也是最主要的农村商业银行。2011年3月28日成立。现为江苏农信成员。目前设有135家分支机构，除南京市（溧水区、高淳区除外）外，在江苏省内镇江、扬州有支行。

## 历史
2011年3月28日，在南京市区农信联社、六合区农信联社、浦口区农信联社、江宁区农信联社基础上改制的农村商业银行——紫金农商行挂牌营业
2019年1月3日，紫金农商行在上海证券交易所正式上市，这也是A股当年首家IPO上市企业。

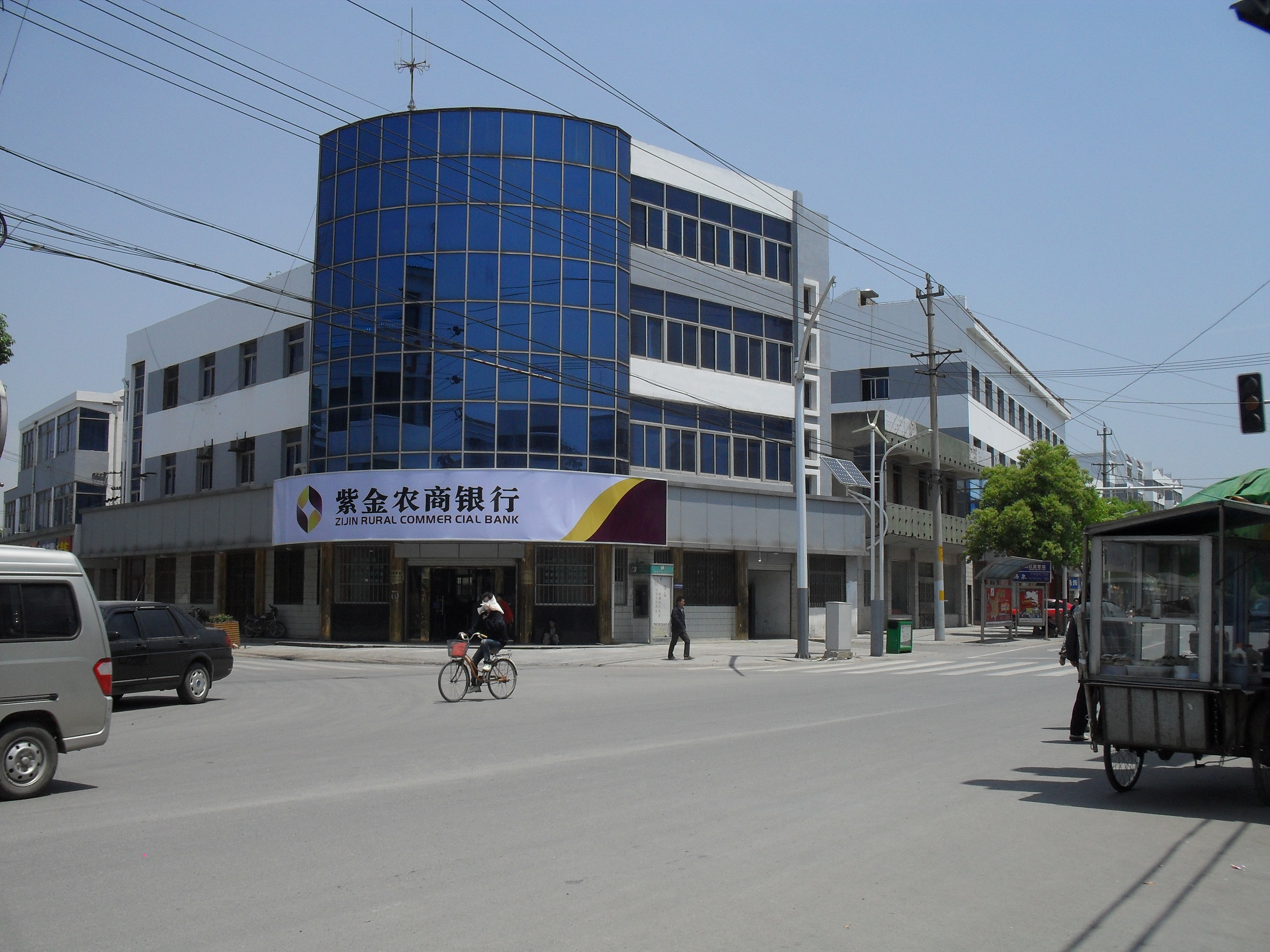
2011年南京浦口区汤泉镇的紫金农商银行支行（现已搬迁）